# L'Histoire du soldat
L'Histoire du soldat (W41) is een compositie in twee delen van Igor Stravinsky, in de vorm van een melodrama, om te lezen, te spelen en te zingen, geschreven voor een spreker, twee acteurs, een danseres en een klein kamerensemble van zeven instrumentalisten, gecomponeerd in Morges, Zwitserland, in 1918. Het werk is geschreven voor een ‘théâtre ambulant’, een rondreizend theater. Het libretto werd geschreven door Charles Ferdinand Ramuz; Martinus Nijhoff maakte van de tekst in 1930 een vertaling (Geschiedenis van de soldaat). L'Histoire du soldat, met een lengte van ongeveer een uur (d.i. inclusief de gesproken delen), is opgedragen aan de mecenas Werner Reinhardt (1884-1951), aan wie Stravinsky het manuscript later heeft geschonken; het manuscript bevindt zich nu in de Stiftung Rychenberg te Winterthur. De eerste uitvoering vond plaats op 28 september 1918 in het Théâtre Municipal de Lausanne onder leiding van Ernest Ansermet, met financiële steun van Reinhardt.
Stravinsky maakte drie transcripties van het werk:
- een klavieruittreksel;
- een suite voor piano, klarinet en viool (1919), geschreven voor Reinhardt, een goed amateurklarinettist
- een suite voor orkest (1920) (Marche du soldat – Petits Airs au bord du ruisseau – Pastorale – Marche royale – Petit concert – Trois Danses (Tango – Valse – Ragtime) – Danse du diable – Grand chorale – Marche triomphale du diable)

## Ontstaansgeschiedenis
Stravinsky ontmoette Ramuz door tussenkomst van Ansermet in 1915. Werk aan Renard en Les Noces leidde tot een zeer hechte samenwerking en vriendschap tussen de twee mannen, versterkt doordat Ramuz moest uitgaan van de oorspronkelijke twee Russische teksten van de volksvertelling van Alexander Afanasiev, maar geen Russisch sprak en zich volledig op Stravinsky's letterlijke vertalingen moest baseren. Beider financiële problemen als gevolg van de oorlog – Stravinsky kreeg geen royalty's omdat zijn uitgever in Berlijn zat en Ramuz was van de zijne in Frankrijk afgesneden – gaf aanleiding tot het initiatief een werk te schrijven dat zo eenvoudig mogelijk te produceren was. Het idee ontstond een werk te schrijven dat geen groot theater of grote bezetting vereiste en dat in een klein theater of zelfs in de open lucht kon worden uitgevoerd.
Stravinsky stemde ermee in dat Ramuz, als romanschrijver, een verhaal zou schrijven en geen dramatisch werk en dat hij dit zou aanpassen voor het toneel als een soort geacteerde vertelling.
Afanasiev verzamelde zijn verhalen bij rekruten voor de Russisch-Turkse oorlogen: christelijk als basis met de duivel, de bedreiger van het christendom, maar altijd zoals in de Russische volksliteratuur een persoon, verkleed in verschillende gedaantes. Stravinsky’s idee was dit verhaal over te zetten naar de tijd van 1918 en het te voorzien van verschillende nationaliteiten zonder de religieus-culturele status van de duivel aan te tasten. De soldaat in de oorspronkelijke productie was gekleed als Zwitsers soldaat, terwijl de vlinderkenner (de eerste verschijning van de duivel) gekleed is als iemand uit het begin van de 19e eeuw. Plaatsen als Denges en Denezy (‘Entre Denges et Denezy, un soldat qui rentre chez lui’) klinken als Vaudois, maar deze en de denkbeeldige regionale aanduidingen zijn bedoeld om aangepast te worden aan de plaats van uitvoering (‘Op de straatweg van Sas naar Sluis, een soldaat op weg naar zijn huis’, zoals het in de vertaling Nijhoff luidde). De acteurs uit de eerste productie gebruikten het dialect van het kanton Vaud en Stravinsky wilde dat uitvoeringen aangepast zouden worden aan de regio en de plaatselijke gebruiken.
L'Histoire du soldat volgt op Stravinsky's grote balletten zoals Le sacre du printemps, Petrouchka en L'oiseau de feu, en gaat aan zijn neo-klassieke periode vooraf.
De eerste uitvoering vond plaats in Lausanne, volledig gesponsord door de mecenas Werner Reinhardt. Het manuscript van L'Histoire du soldat schonk Stravinsky aan hem en ook de transcriptie voor viool, klarinet en piano is voor hem geschreven. Daarnaast schreef Stravinsky voor Reinhardt de Trois pièces voor klarinet. Reinhardt kocht later de schetsen voor Les Noces. Voor publieksuitvoeringen zocht Stravinsky de steun van de Russische Groothertogin Helena die in Ouchy in Zwitserland leefde. De eerste openbare uitvoering was een succes, met veel Russische aristocratie en diplomaten in het publiek, maar de uitvoeringen moesten stoppen in verband met het uitbreken van de Spaanse griepepidemie.

## Libretto
L'Histoire du soldat is een parabel over een soldaat die zijn viool ruilt met de duivel voor een boek dat de toekomst van de economie kan voorspellen. Het werk heeft vier rollen: de Verteller, de Soldaat, de Prinses en de Duivel. De Verteller, een idee ontleend aan Luigi Pirandello, is het hoofdpersonage van het stuk; hij reciteert de tekst ritmisch in dichtvorm; hij is zowel uitlegger voor de personages als commentator voor het publiek. De verschillende delen voor de Soldaat en de Duivel worden in tableauvorm gepresenteerd; zij zijn acteurs en soms hebben zij dialoog, soms spelen zij pantomime. De Verteller neemt soms deel aan de actie. De Prinses is een stomme rol.
Het doek gaat op en neer tweemaal in de scènes 1, 2, 4 en 5; in de scènes 2 en 4 wordt eerst een statisch tableau voorgesteld, later gevolgd door actie.

### Delen
- Deel een
- Scène au bord du ruisseau (Scène 1, aan de oever van een beek)
  - Marche du Soldat (Airs de Marche). Vermoeid van het lange lopen rust de Soldaat uit op weg naar huis en hij haalt o.a.zijn viool uit zijn ransel (Vertelling gedurende de muziek; net voor het eind gaat het doek op).
  - Petits airs au bord du ruisseau (vertelling loop verder tot de Soldaat begint te spelen; het doek zakt voor de opkomst van de vlinderaar). Terwijl de Soldaat speelt verschijnt de Duivel, verkleed als oude man met een vlindernet. Hij wil de viool van de soldaat kopen, maar die weigert. De Duivel biedt de Soldaat dan een toverboek aan in ruil voor de viool – een boek vol papiergeld, goud en het vermogen in de toekomst te kijken. De Soldaat stemt enthousiast in. Maar de Duivel kan de viool niet spelen en hij nodigt de Soldaat bij hem thuis uit, hem een beeld schetsend van het luxe leven daar. Het voorstel doet de Soldaat zijn moeder en verloofde vergeten en hij stemt in. De derde dag neemt de Duivel de Soldaat mee naar het dorp van de Soldaat (doek zakt).
  - Herhaling van de Marche du Soldat. Vertelling: Niemand beantwoordt de groeten van de Soldaat: men is bang als men hem ziet, zelfs zijn moeder rent van angst schreeuwend weg; zijn verloofde is getrouwd en heeft twee kinderen. De Soldaat realiseert zich dat er niet 3 dagen maar 3 jaar zijn verstreken: hij is een geest voor de dorpelingen. Hij vervloekt zichzelf om zijn domheid en dat hij zelfs zijn viool kwijt is.
- Scène du sac (Scène 2, de ransel) Tableau: de Duivel verkleed als veehandelaar steunt op een stok; de vertelling stopt.
  - Pastorale (doek op). De veehandelaar - de Duivel - herinnert de Soldaat, die hem aanvankelijk vijandig benadert, dat het toverboek de sleutel is voor rijkdom. De Soldaat haalt het uit zijn rugzak; het boek heeft hem rijkdom gebracht, maar hij heeft alles maar niets, het is betekenisloos. Hij mist wat hij had: kijkend naar de mensen om hem heen realiseert hij zich dat hij wel rijk is maar eigenlijk het ware mist (Aan het eind van de scène wordt de Pastorale voor een leeg toneel herhaald; doek zakt). Vertelling terwijl de Airs au bord du ruisseau wordt herhaald. Als de vertelling stopt gaat het doek op.
- Scène du livre (Scène 3, het boek). Het boek heeft de Soldaat geen geluk gebracht en hij smijt het op de grond. De Duivel verschijnt als een oud besje, die van alles en nog wat verkoopt, o.a. een viool. De Soldaat wil de viool kopen; de Soldaat speelt maar er is geen geluid. De Duivel verdwijnt en de Soldaat smijt de viool woedend neer.
  - Herhaling van verkorte versie van de Petits airs au bord du ruisseau (doek zakt).
- Deel twee
  - Marche du Soldat (Airs de Marche). Doelloos en verward loopt de Soldaat rond (Vertelling, die doorloopt na de muziek). De Soldaat komt in een herberg in een stad in een ander land. Plotseling tromgeroffel wekt hem uit zijn gemijmer. Verkondigd wordt dat de dochter van de koning ziek te bed ligt, en niet slaapt, eet of spreekt. De koning verkondigt dat zijn dochter de man zal huwen die haar beter kan maken. Een oud-soldaat (de Duivel?) zegt tegen de Soldaat: "Je hebt niets te verliezen, probeer het!"
  - Marche royale. Tijdens de muziek gaat het doek op
- Scène du jeu de cartes (Scène 4, het kaartspel). Tabelau: de Duivel is, als violist, in een kamer van het paleis (doekt zakt, muziek stop wat later). Vertelling: de Soldaat moet een dag wachten voordat hij de Prinses kan zien. Hij zit aan een tafel met een spel kaarten en dagdroomt van een mogelijke gunstige draai in zijn lot. De Duivel verschijnt met de viool van de Soldaat en bespot en kleineert hem om zijn gebrek aan geluk en fortuin. De Verteller daagt de Soldaat uit met de Duivel te spelen en zo zijn geld, het geld dat hij heeft door de Duivel, kwijt te raken. De Duivel is verbaasd, maar accepteert en wint keer op keer en de Soldaat verliest uiteindelijk alles. Hij dringt erop aan met de Duivel te drinken; hij vult glas na glas en de Duivel stort ten slotte in. De Verteller zegt de Soldaat terug te nemen wat van hem is: de Soldaat grijpt zijn viool en begint te spelen.
  - Petit concert. Tijdens het begin van de muziek, le Petit Concert, en het aangaan van het licht hoort de Prinses dat haar redder onderweg is.
- Scène de fille guérie (Scène 5, het genezen meisje). De Prinses ligt onbeweeglijk op bed als de Soldaat binnenkomt en op zijn viool begint te spelen
  - Trois danses (Tango-Valse-Ragtime) De Prinses staat op en begint te dansen. Als zij in de armen van de Soldaat valt komt de Duivel op, niet langer verkleed. Hij kruipt om de Soldaat heen, smeekt om de viool en probeert hem te grijpen. De Soldaat begint te spelen.
  - Danse du Diable. De Duivel kan niet stil blijven staan bij de muziek en wringt zich bezeten in allerlei bochten tot hij neervalt. De Soldaat en de Prinses dragen de Duivel weg en omhelzen elkaar erna.
  - Petit choral, gespeeld tijdens de omhelzing van de Soldaat en de Prinses.
  - Couplet du Diable (melodrama). De Duivel keert terug en zegt dat het spel nog niet afgelopen is.
  - Grand choral (doek zakt, kort delen vertelling). Als het koraal is afgelopen gaat de vertelling door en het doek gaat op voor de volgende scène.
- Scène des limites franchies (Scène 7, de overschreden grenzen) De Soldaat en de Prinses zijn getrouwd en bezoeken het dorp van de Soldaat. Zodra hij de grens over is verschijnt de Duivel, weer met de viool, waar hij op gaat spelen. De Soldaat komt weer in de macht van de Duivel.
  - Marche triomphale du Diable. Zonder tegenstribbelen volgt de Soldaat de Duivel. Hij weifelt als een stem van ver hem roept, maar de Duivel wenkt hem. De twee gaan af als de stem voor de laatste keer roept.

## Compositie
Thematisch is L'Histoire du soldat deels gebaseerd op populaire muzikale bronnen. Delen van de muziek zijn ontleend aan muziek die Stravinsky bestemde voor Andre Gides versie van Shakespeares Antony and Cleopatra. L'Histoire du soldat is, ondanks ongebruikelijke combinaties, een tonaal werk. De uitwerking van de ragtime is een concertportret, een tijdopname van het genre, op dezelfde manier zoals Chopins walsen geen danswalsen zijn, maar portretten van walsen, zei Stravinsky. Stravinsky had nooit jazz gehoord en alleen in bladmuziek gelezen en daarom ontleende hij aan de jazz de ritmische stijl niet zoals het werd gespeeld, maar zoals het werd geschreven. De jazz bracht een totaal nieuw geluid aan Stravinsky’s muziek en het betekende een complete breuk met de Russische orkestschool.
Stravinsky reviseerde het werk ingrijpend na de uitvoering op 28 september 1918 in Lausanne. Alleen de Scène au bord du ruisseau bleef ongewijzigd; met name de Marche royale en de Marche triomphale du diable ondergingen ingrijpende wijzigingen – de laatste werd bijna tweemaal zo lang. Maar ook de andere delen werden ingrijpend gewijzigd.

## Instrumentatie

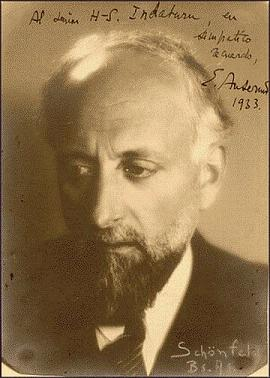
Ernest Ansermet

De keuze van de beperkte instrumentale bezetting werd mede bepaald door de beperkte financiële middelen die er door de oorlog waren. De keuze voor de instrumentatie werd beïnvloed door Stravinsky’s ontdekking van de Amerikaanse jazz; Ernest Ansermet had van een tournee door Amerika voor Stravinsky een bundel bladmuziek meegenomen met pianouittreksels en orkestdelen van ragtimes. Het ensemble voor L'Histoire du soldat lijkt op een jazzband doordat elke categorie – strijkers, houtblazers, koperblazers en slagwerk – vertegenwoordigd is door zowel tenor- als bascomponenten. Ook de instrumenten zelf zijn afkomstig uit de jazz, behalve de fagot, een vervanging voor de saxofoon; het slagwerk is een uiting van Stravinsky’s enthousiasme voor de jazz.
L'Histoire du soldat heeft de volgende instrumentale bezetting:
- klarinet (A en Bes)
- fagot
- cornet
- trombone (tenor-bas)
- viool
- contrabas
- slagwerk

## Oeuvre
Zie het Oeuvre van Igor Stravinsky voor een volledig overzicht van het werk van Stravinsky.

## Discografie (selectie)
- compleet:
  - Charles-Ferdinand Ramuz (verteller), William Jacques, Gilles, Ernest Ansermet, François Simon (Claves Records)
  - François Simon (de Duivel), François Berthet (de Soldaat), Gérard Carrat (de Verteller), Nicolas Chumachenco (viool), instrumentaal ensemble o.l.v. Charles Dutoit (met Renard, Pulcinella en Le Chant du Rossignol)(Erato 3984-24246-2)
  - Roger Waters (verteller) op Igor Stravinsky's The soldier's tale
- concertsuite:
  - Columbia Chamber Ensemble o.l.v. Igor Stravinsky in de 'Igor Stravinsky Edition' in het deel 'Ballets – Vol. I' (3 cd's Sony Classical SM3K 46 291)
  - leden van het Boston Symphony Orchestra o.l.v. Leonard Bernstein, in ‘Igor Stravinsky – Composer and Performer’ (Andante, 3CDs, AND1140)
  - leden van het Cleveland Orchestra o.l.v. Pierre Boulez (met Scherzo fantastique, Le Roi des étoiles en Le Chant du Rossignol)(DGG 471 197-2)
- transcriptie voor viool, klarinet en piano, Alan Brind (viool), Dmitri Ashkenazy (klarinet) en Vladimir Asjkenazi (piano) op Stravinsky Chamber Works and Rarities (Decca 2CDs, 473 810-2)